# Andrew Raycroft

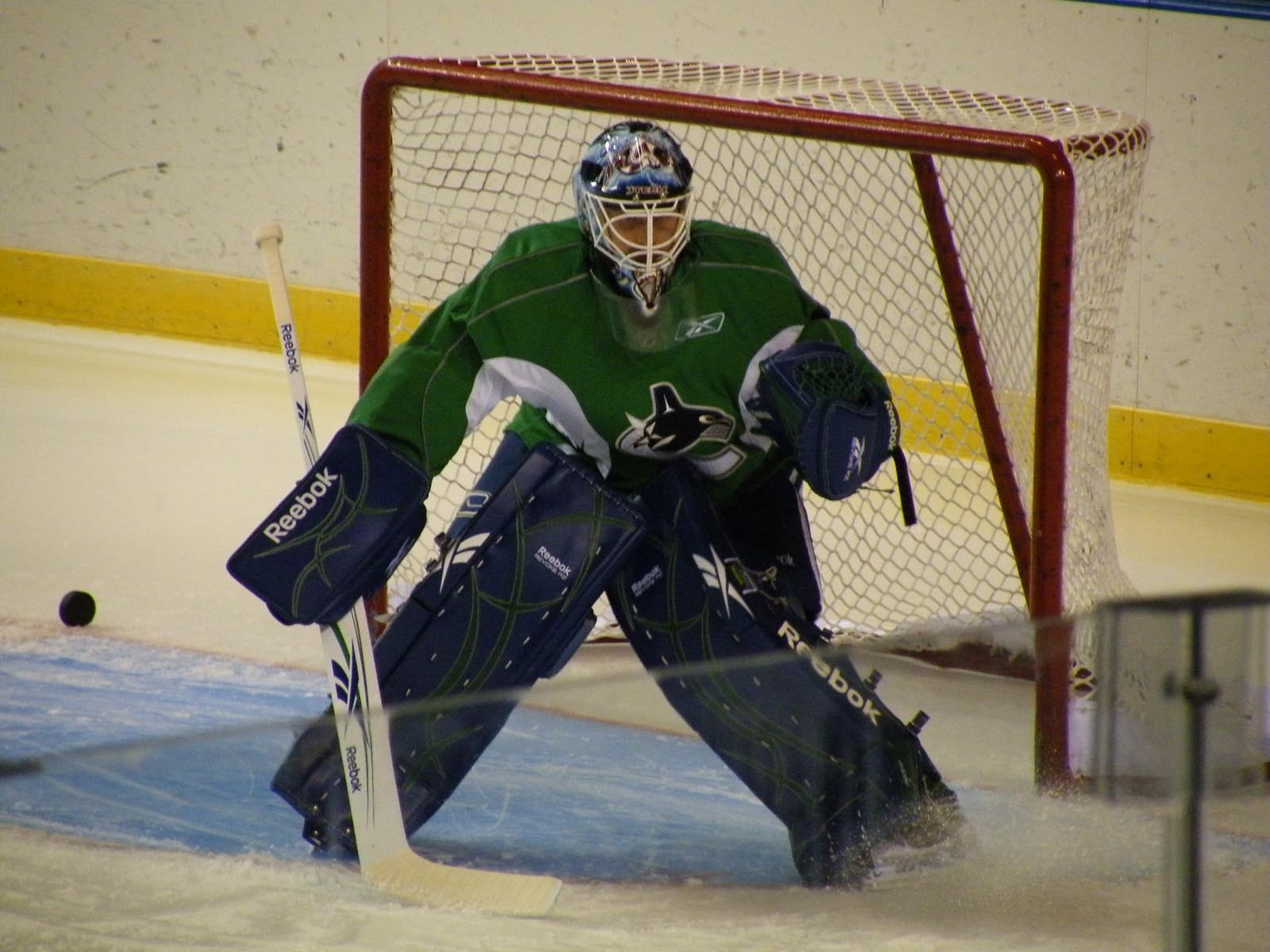
Raycroft under en träning med Vancouver Canucks 2009

Andrew Joseph Ernest Raycroft, född 4 maj 1980 i Belleville, Ontario, är en kanadensisk före detta professionell ishockeymålvakt. Boston Bruins draftade Raycroft som 135:e spelare totalt i NHL Entry Draft 1998 och 2004 vann han Calder Trophy med klubben som årets rookie. Raycroft har även spelat för Toronto Maple Leafs, Colorado Avalanche, Vancouver Canucks och Dallas Stars.

## Spelarkarriär

### Juniorspel och Boston Bruins
Raycroft inledde säsongen 1997/1998 med spel i juniorligan Ontario Hockey League, där han spelade i tre säsonger för Sudbury Wolves och Kingston Frontenacs.
NHL-laget Boston Bruins draftade Raycroft som 135:e spelare totalt i NHL Entry Draft 1998. Han gjorde sin NHL-debut i Bruins säsongen 2000-01 i en 5-1-seger över Philadelphia Flyers då han ersatte Byron Dafoe. Eftersom Dafoe byttes ut så sent i matchen registrerades inte matchen som en vinst för Raycroft. Första "riktiga" segern kom dock två dagar senare, den 9 oktober, i en 4-2-seger över Florida Panthers. Raycroft spelade totalt 11 matcher för Bruins under sin första säsong, och spelade huvuddelen av sina matcher i Bruins farmarlag Providence Bruins i American Hockey League (AHL).
Efter säsongen förnyade Bruins kontraktet med Raycroft den 31 juli 2003 och spelade sin första hela NHL-säsong under 2003-2004. Säsongen resulterade i resultatraden 29-18-9, 2.05 insläppta mål per match i genomsnitt, en räddningsprocent på 92,6 och tre hållna nollor. Han hjälpte till att leda Bruins till en andraplats i grundserien i Eastern Conference på vägen till Stanley Cup-slutspelet. Efter att inte ha spelat tillräckligt många matcher för att kvalificera sig som en rookie i sina tidigare tre NHL-säsonger, utsågs Raycroft som vinnare av Calder Trophy 2004, som årets rookie.
På grund av NHL-lockouten 2004-05 skrev Raycroft på för Djurgården i Elitserien den 6 november 2004. Han spelade dock ingen match för laget och gick därefter till Tappara i FM-ligan den 17 januari 2005. När spelet i NHL återupptogs hade Raycroft svårt att ta plats i Bruins lag säsongen 2005/2006 och blev degraderad som tredjealternativ bakom ettan Tim Thomas och rookie-backupen Hannu Toivonen.

### Toronto Maple Leafs
Den 24 juni 2006 trejdades Raycroft till Toronto Maple Leafs för rättigheterna till Tuukka Rask. Det avslöjades senare att Bruins avsåg att släppa honom, vilket skulle ha gjort honom tillgänglig för Toronto utan någon ersättning alls. Han började spela för Maple Leafs säsongen 2006/2007 och höll sin första nolla i Toronto i en 6-0-seger mot Ottawa Senators den 5 oktober 2006. Den 3 april 2007 tangerade Raycroft Leafs rekord för flest segrar för en målvakt under ordinarie säsongen (37), som tidigare hölls av Ed Belfour säsongen 2002/2003.
I början av säsongen 2007/2008 tog Vesa Toskala över positionen som förstamålvakt i Leafs och Raycroft placerades därefter på transferlistan den 24 juni 2008 och köpte ut resten av hans kontrakt den 27 juni.

### Colorado Avalanche
Ett antal dagar efter att ha köpts ut av Maple Leafs, skrev Raycroft den 1 juli på ett ettårigt avtal med Colorado Avalanche. Trots att ha blivit värvad för att backa upp Peter Budaj, inledde Raycroft säsongen 2008/2009 starkt och blev den andra Avalanche målvakten att börja en säsong med ett 9-1–resultat.

### Vancouver Canucks
Den 6 juli 2009 skrev Raycroft ett ettårskontrakt med Vancouver Canucks. Han spelade till sig positionen bakom Roberto Luongo efter att konkurrerat med Cory Schneider under Canucks träningsläger. Han spelade in sin första seger med Canucks i sin första start den 29 oktober i en 2-1 straffseger mot Los Angeles Kings efter att Luongo varit borta från spel på grund av en revbensfraktur. Raycroft mötte sina tidigare lagkamrater i Avalanche några dagar senare den 1 november och höll då sin första nolla i den nya klubben i matchen som vanns med 3-0. Den 12 februari 2010 vann Raycroft sin hundrade match i karriären när Canucks vann mot Columbus Blue Jackets med 4-3.

### Dallas Stars
Den 1 juli 2010 lämnade Raycroft Canucks som free agent och tecknade sedan ett tvåårigt avtal med Dallas Stars. Under sin första säsong i Dallas noterade han en räddningsprocent på 91 från sin position som andramålvakt bakom Kari Lehtonen. Den 29 december 2011 flyttades Raycroft ned till Dallas AHL-lag Texas Stars. Richard Bachman ersatte Raycroft som backup till Lehtonen och Raycroft spelade i AHL under resten av sitt kontrakt.

### Europa
Med svalt intresse från NHL och en förestående lockout i ligan lämnade Raycroft sin nordamerikanska karriär för att börja en ny satsning i Europa och skrev den 3 juli 2012 ett ettårskonrakt med det italienska Serie A-laget Milano Rossoblu. Det italienska laget har varit i föreslagna samtal att gå med i Kontinental Hockey League (KHL).
Den 15 juli 2013 meddelades det att Raycroft skrivit ett ettårskontrakt med allsvenska IF Björklöven för säsongen 2013/2014. Efter att ha hållit nollan i den sista avgörande matchen i kvalserien till Hockeyallsvenskan mot IF Troja/Ljungby lade Raycroft klubban på hyllan och avslutade sin spelarkarriär.

## Spelarstatistik
| 1997–98    | Sudbury Wolves      | OHL        | 33  | 8   | 16  | 5  | —  | 1802  | 125 | 0 | 4.16 | .890 | 2  | 0 | 1 | 89  | 8  | 0 | 5.39 |      |
| 1998–99    | Sudbury Wolves      | OHL        | 45  | 17  | 22  | 5  | —  | 2528  | 173 | 1 | 4.11 | .897 | 3  | 0 | 2 | 96  | 13 | 0 | 8.12 | .812 |
| 1999–00    | Kingston Frontenacs | OHL        | 61  | 33  | 20  | 5  | —  | 3340  | 191 | 0 | 3.43 | .918 | 5  | 1 | 4 | 300 | 21 | 0 | 4.20 | .897 |
| 2000–01    | Providence Bruins   | AHL        | 26  | 8   | 14  | 4  | —  | 1459  | 82  | 1 | 3.37 | .891 | —  | — | — | —   | —  | — | —    | —    |
| 2000–01    | Boston Bruins       | NHL        | 15  | 4   | 6   | 0  | —  | 649   | 32  | 0 | 2.96 | .890 | —  | — | — | —   | —  | — | —    | —    |
| 2001–02    | Providence Bruins   | AHL        | 56  | 25  | 24  | 6  | —  | 3317  | 142 | 7 | 2.57 | .916 | 2  | 0 | 2 | 119 | 5  | 0 | 2.52 | .904 |
| 2001–02    | Boston Bruins       | NHL        | 1   | 0   | 0   | 1  | —  | 65    | 3   | 0 | 2.77 | .897 | —  | — | — | —   | —  | — | —    | —    |
| 2002–03    | Providence Bruins   | AHL        | 39  | 23  | 10  | 3  | —  | 2255  | 94  | 1 | 2.50 | .917 | 4  | 1 | 3 | 264 | 6  | 1 | 1.36 | .955 |
| 2002–03    | Boston Bruins       | NHL        | 5   | 2   | 3   | 0  | —  | 300   | 12  | 0 | 2.40 | .918 | —  | — | — | —   | —  | — | —    | —    |
| 2003–04    | Boston Bruins       | NHL        | 57  | 29  | 18  | 9  | —  | 3420  | 117 | 3 | 2.05 | .926 | 7  | 3 | 4 | 447 | 16 | 1 | 2.15 | .924 |
| 2004–05    | Tappara             | SM-l       | 11  | 4   | 5   | 2  | —  | 657   | 32  | 1 | 2.92 | .912 | 3  | 0 | 2 | 104 | 11 | 0 | 6.34 | .847 |
| 2005–06    | Providence Bruins   | AHL        | 1   | 1   | 0   | —  | 0  | 64    | 3   | 0 | 2.81 | .870 | —  | — | — | —   | —  | — | —    | —    |
| 2005–06    | Boston Bruins       | NHL        | 30  | 8   | 19  | —  | 2  | 1619  | 100 | 0 | 3.70 | .879 | —  | — | — | —   | —  | — | —    | —    |
| 2006–07    | Toronto Maple Leafs | NHL        | 72  | 37  | 25  | —  | 9  | 4108  | 205 | 2 | 2.99 | .894 | —  | — | — | —   | —  | — | —    | —    |
| 2007–08    | Toronto Maple Leafs | NHL        | 19  | 2   | 9   | —  | 5  | 964   | 63  | 1 | 3.92 | .876 | —  | — | — | —   | —  | — | —    | —    |
| 2008–09    | Colorado Avalanche  | NHL        | 31  | 12  | 16  | —  | 0  | 1722  | 90  | 0 | 3.14 | .892 | —  | — | — | —   | —  | — | —    | —    |
| 2009–10    | Vancouver Canucks   | NHL        | 21  | 9   | 5   | —  | 1  | 967   | 39  | 1 | 2.42 | .911 | 1  | 0 | 0 | 25  | 1  | 0 | 2.40 | .857 |
| 2010–11    | Dallas Stars        | NHL        | 19  | 8   | 5   | —  | 0  | 847   | 40  | 2 | 2.83 | .910 | —  | — | — | —   | —  | — | —    | —    |
| 2011–12    | Dallas Stars        | NHL        | 10  | 2   | 8   | —  | 0  | 529   | 31  | 0 | 3.52 | .898 | —  | — | — | —   | —  | — | —    | —    |
| 2011–12    | Texas Stars         | AHL        | 21  | 9   | 10  | —  | 1  | 1157  | 61  | 0 | 3.16 | .891 | —  | — | — | —   | —  | — | —    | —    |
| 2012–13    | Milano Rossoblu     | ITL        | 42  | 20  | 22  | —  | 0  | 2542  | 114 | 5 | 2.69 | .918 | 6  | 2 | 4 | 296 | 18 | 0 | 3.66 | .915 |
| 2013–14    | IF Björklöven       | HA         | 41  | 16  | 24  | —  | 0  | 2335  | 112 | 3 | 2.88 | .896 | 10 | 6 | 4 | 610 | 22 | 1 | 2.16 | .909 |
| NHL totalt | NHL totalt          | NHL totalt | 280 | 113 | 114 | 10 | 17 | 15192 | 732 | 9 | 2.89 | .900 | 8  | 3 | 4 | 472 | 17 | 1 | 2.16 | .922 |

## Utmärkelser
OHL
- First All-Star Team 1999-2000.
- OHL Goaltender of the Year 1999-2000.
- Red Tilson Trophy 1999-2000.

CHL
- First All-Star Team 1999-2000.
- CHL Goaltender of the Year 1999-2000.

NHL
- NHL YoungStars Game 2003-04.
- Calder Trophy 2003-04.
- NHL All-Rookie Team 2003-04.